# USS LST-295
O USS LST-295 foi um navio de guerra norte-americano da classe LST que operou durante a Segunda Guerra Mundial.